# Die Bertinis
Die Bertinis ist ein Roman von Ralph Giordano. Das Buch schildert die Geschichte der deutsch-italienischen Familie Bertini vom Ende des 19. Jahrhunderts bis zum Ende des Zweiten Weltkrieges. Der Roman von 1982 ist stark autobiographisch geprägt und erzählt weitgehend die Geschichte und Erlebnisse Giordanos in Hamburg zur Zeit des Nationalsozialismus.

## Buch

### Handlung
Die Bertinis sind eine im Hamburger Stadtteil Barmbek lebende Musikerfamilie. Alf Bertini hat eine schwedische Mutter und einen italienischen Vater, seine Frau ist deutsch-jüdischer Herkunft. Ihr jüdisches Erbe hat Mutter Lea weitgehend vergessen, sie stammt aus einer assimilierten Familie und besucht weder die Synagoge noch isst sie koscher oder hält jüdische Feiertage ein. Die Söhne Roman, Cesar und Ludwig sind der Stolz der Eltern, die, selber am Rand des Existenzminimums lebend, versuchen, ihnen eine liebevolle Kindheit und eine gute Schulbildung mit auf den Weg zu geben.
Die gesellschaftlichen Veränderungen in Deutschland werden den Bertinis erst langsam bewusst, umso mehr, da der Glaube bei ihnen keine bedeutende Rolle spielt. Die anfänglichen Repressionen gegen jüdische und teiljüdische Familien werden noch verdrängt, erst die Nürnberger Gesetze konfrontieren die Familie mit der Realität im Dritten Reich. Für eine Ausreise fehlt das Geld, und so beginnt eine Zeit des Versteckens und der Furcht, die ihren Höhepunkt in der drohenden Deportation Leas und den Hamburger Bombennächten 1943 findet.

## Verfilmung
Der Roman sollte ursprünglich von Eberhard Fechner in einer fünfteiligen Serie verfilmt werden, wurde dann aber wegen dessen Erkrankung 1988 von Egon Monk verfilmt. Die Serie wurde anlässlich der 50-jährigen Wiederkehr der Reichspogromnacht 1988 erstmals gezeigt. Drehorte der deutsch-schweizerisch-österreichischen Koproduktion waren unter anderem Hamburg und Prag. Die Serie weicht stellenweise von der Romanvorlage ab und ist weniger umfangreich als sie.
Die aufwendige Verfilmung wartete mit einer umfangreichen Besetzung auf, die, ausgehend von der Immigration Giacomo Bertinis aus Sizilien sowie Emma Ossbahrs aus Stockholm in Schweden, die Entstehungsgeschichte der Familie und weitere Entwicklung bis zur Machtergreifung Hitlers und den Jahren der Verfolgung durch das NS-Regime einschließt. Jeder Teil der Serie dauert ca. 90 Minuten.

### Episoden
Teil I:
Spielt in den Jahren 1882–1934 und schildert die Geschichte des jungen Giacomo Bertini, der seine Heimat Sizilien in Richtung Hamburg verlässt. Er wird Kapellmeister eines bekannten Blasorchesters, heiratet die Schwedin Emma und bleibt mit ihr in Hamburg.
Zur selben Zeit heiratet der Schlossergeselle Rudolph Lehmberg die jüdische Kaufmannstochter Recha, die schon eine kleine Tochter, Lea, hat. 15 Jahre später heiratet Alf Bertini, der Sohn von Giacomo Bertini, Lea Lehmberg. Aus Liebe zu Alf Bertini verzichtet die ebenfalls talentierte Musikerin Lea auf eine Musikerkarriere. Aus dieser Ehe gehen die gemeinsamen Kinder Cesar, Roman und  Ludwig hervor. Die Familie hat es in Zeiten der Weltwirtschaftskrise schwer, da Alf seine Arbeit verliert.
Teil II
1935–1940:
Die Nürnberger Rassengesetze werden von den Nazis verkündet. Dies bedeutet, dass Lea nicht mehr als Musiklehrerin mit für den Unterhalt arbeiten darf. Zugleich findet ihr Mann Alf eine Stelle als Bordmusiker auf einem Passagierschiff, das zwischen Hamburg und New York pendelt.
Teil III
1941–1943:
Im Februar 1941 wird Roman Bertini von der Gestapo abgeholt, da er sich mit seiner Amerikaliebe und Liebe zur Jazzmusik verdächtig macht. In der Haft erleidet er massive Misshandlungen. Nach kurzer Zeit kommt er wieder aus der Haftanstalt und wird von der Schule zwangsentfernt. Roman Bertini verliebt sich in die viel ältere neue Nachbarin Erika Schwarz. Es beginnt der Bombenkrieg auf Hamburg.
Teil IV:
1943–1944:
Die Bertinis überleben den Bombenangriff und ziehen aufs Land. Dort werden sie anfangs freundlich aufgenommen, und Alf bekommt eine Stelle als Kirchenkapellmeister. Als sich herausstellt, dass sie jüdischer Abstammung sind, werden sie denunziert, müssen wieder fliehen und gehen zurück nach Hamburg.
Teil V:
1944–1945:
Die Bertinis kommen in einem ausgebauten Keller unter und leisten in Hamburg Zwangsarbeit, bis der Deportationsbefehl für Lea eintrifft. So müssen sie nun endgültig untertauchen. Sie finden ein Versteck in der Ruine, in der auch Erika Schwarz wohnt. Den Bertinis ist die Gestapo dicht auf den Fersen. Die Nahrungsmittel werden immer knapper. Es beginnt ein hartes und langes Warten in der Ungewissheit, ob entweder die Gestapo sie findet oder die Briten rechtzeitig Hamburg einnehmen und die Familie gerettet wäre.